# House of Fun
House of Fun è un singolo del gruppo musicale britannico Madness, pubblicato nel 1982 ed estratto dall'album Complete Madness.

## Tracce
- 7"

1. House of Fun (Mike Barson, Lee Jay Thompson) – 2:58
2. Don't Look Back (Chris Foreman) – 3:31